# Triaspis algirica
Triaspis algirica är en stekelart som beskrevs av Snoflak 1953. Triaspis algirica ingår i släktet Triaspis och familjen bracksteklar. Inga underarter finns listade i Catalogue of Life.